# Laylmānaj
Laylmānaj (persiska: لیلمانج) är en ort i Iran.   Den ligger i provinsen Kermanshah, i den nordvästra delen av landet, 400 km väster om huvudstaden Teheran. Laylmānaj ligger 1 819 meter över havet och antalet invånare är 805.
Terrängen runt Laylmānaj är varierad.Runt Laylmānaj är det ganska tätbefolkat, med 108 invånare per kvadratkilometer. Närmaste större samhälle är Sonqor, 6,6 km nordväst om Laylmānaj. Trakten runt Laylmānaj består i huvudsak av gräsmarker.